# Tomohiko Ikeuchi
Tomohiko Ikeuchi (池内 友彦, Ikeuchi Tomohiko) est un footballeur japonais né le 1er novembre 1977.